# Myleus levis
Myleus levis är en fiskart som beskrevs av Eigenmann och Mcatee, 1907. Myleus levis ingår i släktet Myleus och familjen Characidae. Inga underarter finns listade i Catalogue of Life.